# Walford, Letton and Newton
Walford, Letton and Newton – civil parish w Anglii, w hrabstwie Herefordshire. Leży 35 km na północ od miasta Hereford i 212 km na północny zachód od Londynu. W 2011 roku civil parish liczyła 179 mieszkańców.